# Saski vrt u Varšavi
Saski vrt (polj. Ogród Saski) javni je gradski vrt i park u varšavskom Donjem Gradu (Śródmieście) s pogledom na Trg pobjede, najveći varšavski trg. Utemeljen u 17. stoljeću, za javnost je otvoren 1727. godine kao jedan od prvih javnih gradskih vrtova na svijetu. Prostire se na 15,5 hektara površine.
Stvoren je na mjestu Sigismundovih obrambenih zidina i sustava utvrda, a proširen za vladavine Augusta II. gotovo do obala rijeke Visle i poravnat prema takozvanoj Saksonskoj krivulji. U svibnju 1727. otvorena je Saska palača, koja je time javni park dobila 64 godine prije Versaillesa i 191 godinu prije Peterhofa u Sankt Peterburgu. Zelene površine i okolna arhitektura projektirane su u baroknom stilu francuskog parka, da bi u 19. stoljeću hortikultura parka bila uređena u stilu romantičarskog engleskog krajolika.
Park je uništen za vrijeme Varšavskoga ustanka, a nakon Drugog svjetskog rata djelomično je obnovljen.
U parku se nalazi niz skulptura nazvanih prema znanostima i godišnjim dobima kao i poprsja brojnih znamenitih stanovnika Varšave. Poznat je i spomenik Grob nepoznatog vojnika, podignut u čast neznanih boraca za poljsku slobodu.